# Stoddard (Wisconsin)
Stoddard ist eine Gemeinde (mit dem Status „Village“) im Vernon County im US-amerikanischen Bundesstaat Wisconsin. Im Jahr 2010 hatte Stoddard 774 Einwohner.

## Geografie
Stoddard liegt im Südwesten Wisconsins an der Mündung des Coon Creek in den Mississippi, der hier die Grenze zu Minnesota bildet. Der Schnittpunkt der drei Bundesstaaten Minnesota, Iowa und Wisconsin liegt 18,4 km stromabwärts. 
Stoddard liegt in der Driftless Area genannten eiszeitlich geformten Region, die sich über das südöstliche Minnesota, das südwestliche Wisconsin, das nordöstliche Iowa und das äußerste nordwestliche Illinois erstreckt. Bei der letzten Eiszeit, der so genannten Wisconsin Glaciation, blieb die Region eisfrei, sodass sich die Flusstäler auch während dieser Zeit tiefer in das Plateau einschneiden konnten.
Die geografischen Koordinaten von Stoddard sind 43°39′43″ nördlicher Breite und 91°13′06″ westlicher Länge. Das Gemeindegebiet erstreckt sich über eine Fläche von 2,05 km². Der Ort wird vollständig von der Town of Bergen umschlossen, ohne dieser anzugehören.
Nachbarorte von Stoddard sind La Crosse (17,7 km nördlich), Coon Valley (21,7 km ostnordöstlich), Chaseburg (12,3 km östlich), Genoa (10,3 km südlich).
Die nächstgelegenen Großstädte sind Green Bay am Michigansee (338 km ostnordöstlich), Wisconsins größte Stadt Milwaukee (328 km ostsüdöstlich), Wisconsins Hauptstadt Madison (192 km südöstlich), Rockford in Illinois (313 km in der gleichen Richtung), die Quad Cities in Illinois und Iowa (295 km südlich), Cedar Rapids in Iowa (236 km südsüdwestlich), Rochester in Minnesota (138 km westnordwestlich) und die Twin Cities in Minnesota (252 km nordwestlich).

## Verkehr
Der entlang des Mississippi verlaufende Wisconsin State Highway 35 bildet hier den Wisconsin-Abschnitt der Great River Road. Der aus östlicher Richtung kommende Wisconsin State Highway 162 erreicht mit der Einmündung in den WIS 35 in Stoddard seinen westlichen Endpunkt. Alle weiteren Straßen sind untergeordnete Landstraßen, teils unbefestigte Fahrwege sowie innerörtliche Verbindungsstraßen.
Entlang des Mississippi verläuft für den Frachtverkehr eine Eisenbahnlinie der BNSF Railway, der zweitgrößten Eisenbahngesellschaft des Landes.
Die nächsten Flughäfen sind der La Crosse Regional Airport (28 km nördlich), der Rochester International Airport in Rochester, Minnesota (137 km westnordwestlich) und der Dane County Regional Airport in Madison (200 km ostsüdöstlich).

## Bevölkerung
Nach der Volkszählung im Jahr 2010 lebten in Stoddard 774 Menschen in 335 Haushalten. Die Bevölkerungsdichte betrug 377,6 Einwohner pro Quadratkilometer. In den 335 Haushalten lebten statistisch je 2,31 Personen. 
Ethnisch betrachtet setzte sich die Bevölkerung zusammen aus 98,7 Prozent Weißen, 0,6 Prozent Afroamerikanern, 0,1 Prozent (eine Person) amerikanischen Ureinwohnern, 0,1 Prozent Asiaten sowie 0,1 Prozent aus anderen ethnischen Gruppen; 0,3 Prozent stammten von zwei oder mehr Ethnien ab. Unabhängig von der ethnischen Zugehörigkeit waren 0,8 Prozent der Bevölkerung spanischer oder lateinamerikanischer Abstammung. 
23,8 Prozent der Bevölkerung waren unter 18 Jahre alt, 59,0 Prozent waren zwischen 18 und 64 und 17,2 Prozent waren 65 Jahre oder älter. 51,9 Prozent der Bevölkerung war weiblich.
Das mittlere jährliche Einkommen eines Haushalts lag bei 43.750 USD. Das Pro-Kopf-Einkommen betrug 25.337 USD. 11,5 Prozent der Einwohner lebten unterhalb der Armutsgrenze.